# Temporada 2007-08 de l'NBA

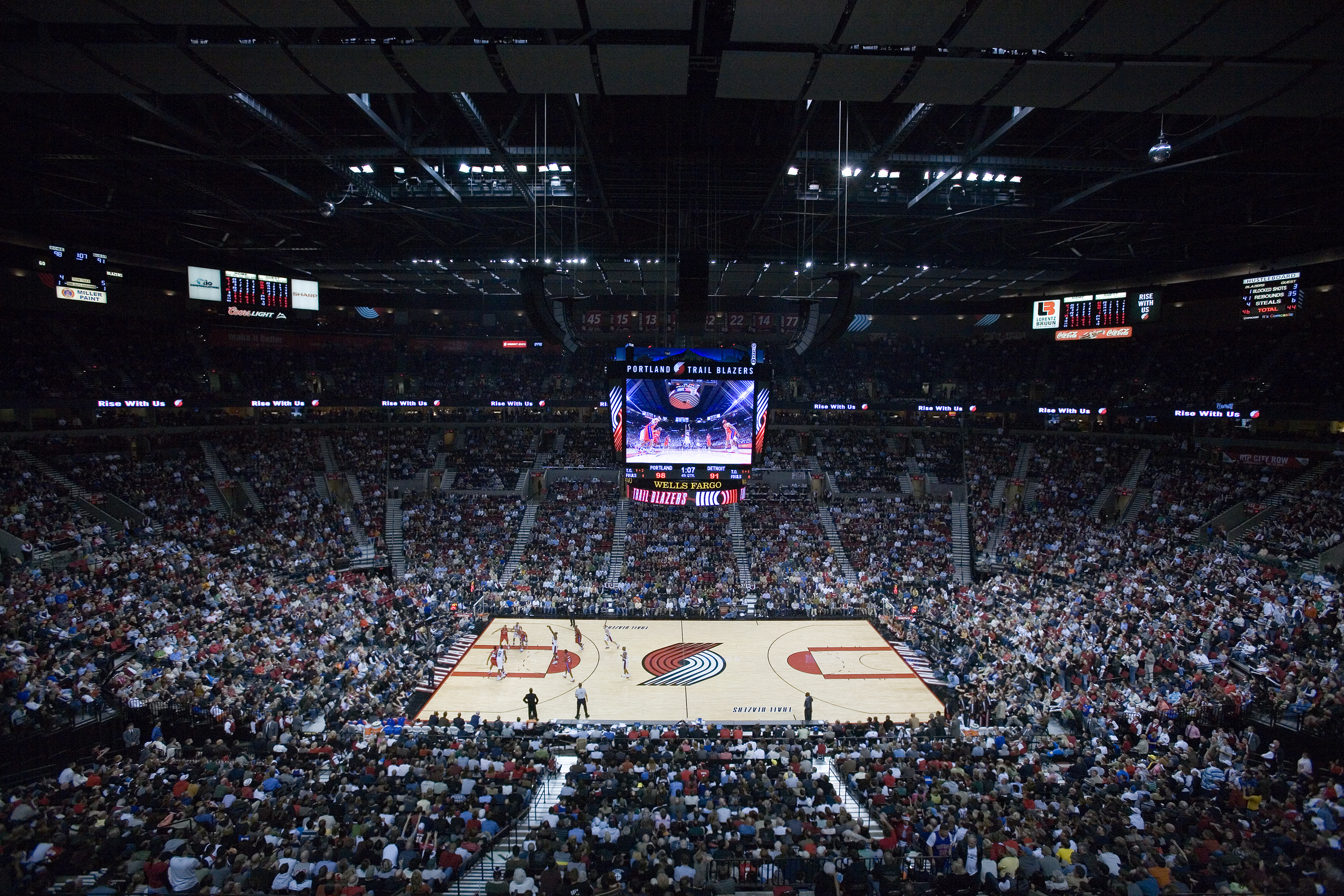
Escena del partit Portland Trail Blazers contra Detroit Pistons el novembre de 2007.

La Temporada NBA 2007-08 és la seixantasegona de la història de la competició nord-americana de bàsquet. Els 1.230 partits programats de la lliga regular començaran el dimarts 30 d'octubre de 2007 i acabaran el 16 d'abril de 2008. Els playoffs començaran el 19 d'abril i s'allargaran fins a mitjans de juny de 2008.

## Aspectes a destacar
- L'All-Star Game es va disputar al New Orleans Arena, pista de joc dels New Orleans Hornets, el cap de setmana del 15 al 17 de febrer del 2008.
- Els Hornets retornen definitivament a Nova Orleans, després d'haver compartit ciutat amb Oklahoma City durant dues temporades degut a l'huracà Katrina.
- L'NBA ha ampliat els seus contractes per 6 anys més amb les cadenes de televisió TNT, ABC i ESPN, fins a l'any 2016.
- L'escorta de Sacramento Kings Ron Artest i el base de Golden State Warriors Stephen Jackson estan sancionats durant els set primers partits de la lliga
- Després de 12 temporades a Minnesota Timberwolves, Kevin Garnett jugarà aquest any amb els Boston Celtics.

## Classificació
| Conferència Est   |                     |    |    |       |
| Divisió Atlàntica |                     |    |    |       |
| #                 | Equip               | V  | D  | %V    |
| 1                 | Boston Celtics      | 66 | 16 | 0.805 |
| 2                 | Toronto Raptors     | 41 | 41 | 0.500 |
| 3                 | Philadelphia 76ers  | 40 | 42 | 0.488 |
| 4                 | New Jersey Nets     | 34 | 48 | 0.415 |
| 5                 | New York Knicks     | 23 | 59 | 0.280 |
| Divisió Central   |                     |    |    |       |
| #                 | Equip               | V  | D  | %V    |
| 1                 | Detroit Pistons     | 59 | 23 | 0.720 |
| 2                 | Cleveland Cavaliers | 45 | 37 | 0.549 |
| 3                 | Indiana Pacers      | 36 | 46 | 0.439 |
| 4                 | Chicago Bulls       | 33 | 49 | 0.402 |
| 5                 | Milwaukee Bucks     | 26 | 56 | 0.317 |
| Divisió Sud-est   |                     |    |    |       |
| #                 | Equip               | V  | D  | %V    |
| 1                 | Orlando Magic       | 52 | 30 | 0.634 |
| 2                 | Washington Wizards  | 43 | 39 | 0.524 |
| 3                 | Atlanta Hawks       | 37 | 45 | 0.451 |
| 4                 | Charlotte Bobcats   | 32 | 50 | 0.390 |
| 5                 | Miami Heat          | 15 | 67 | 0.183 |

| Conferència Oest  |                        |    |    |       |
| Divisió Nord-oest |                        |    |    |       |
| #                 | Equip                  | V  | D  | %V    |
| 1                 | Utah Jazz              | 54 | 28 | 0.659 |
| 2                 | Denver Nuggets         | 50 | 32 | 0.610 |
| 3                 | Portland Trail Blazers | 41 | 41 | 0.500 |
| 4                 | Minnesota Timberwolves | 22 | 60 | 0.268 |
| 5                 | Seattle SuperSonics    | 20 | 62 | 0.244 |
| Divisió Pacífic   |                        |    |    |       |
| #                 | Equip                  | V  | D  | %V    |
| 1                 | Los Angeles Lakers     | 57 | 25 | 0.695 |
| 2                 | Phoenix Suns           | 55 | 27 | 0.671 |
| 3                 | Golden State Warriors  | 48 | 34 | 0.585 |
| 4                 | Sacramento Kings       | 38 | 44 | 0.463 |
| 5                 | Los Angeles Clippers   | 23 | 59 | 0.280 |
| Divisió Sud-oest  |                        |    |    |       |
| #                 | Equip                  | V  | D  | %V    |
| 1                 | New Orleans Hornets    | 56 | 26 | 0.683 |
| 2                 | San Antonio Spurs      | 56 | 26 | 0.683 |
| 3                 | Houston Rockets        | 55 | 27 | 0.671 |
| 4                 | Dallas Mavericks       | 51 | 31 | 0.622 |
| 5                 | Memphis Grizzlies      | 22 | 60 | 0.268 |

* V: Victòries
* D: Derrotes
* %V: Percentatge de victòries

## Play-offs

### Primera Ronda

#### Conferència Est
| E1 | Boston Celtics | 4 | 3 | Atlanta Hawks | E8 |
| -- | -------------- | - | - | ------------- | -- |

| Equip Local    | Resultat | Equip Visitant |
| Boston Celtics | 104-81   | Atlanta Hawks  |
| Boston Celtics | 96-77    | Atlanta Hawks  |
| Atlanta Hawks  | 102-93   | Boston Celtics |
| Atlanta Hawks  | 97-92    | Boston Celtics |
| Boston Celtics | 110-85   | Atlanta Hawks  |
| Atlanta Hawks  | 103-100  | Boston Celtics |
| Boston Celtics | 99-65    | Atlanta Hawks  |

| E4 | Cleveland Cavaliers | 4 | 2 | Washington Wizards | E5 |
| -- | ------------------- | - | - | ------------------ | -- |

| Equip Local         | Resultat | Equip Visitant      |
| Cleveland Cavaliers | 93-86    | Washington Wizards  |
| Cleveland Cavaliers | 116-86   | Washington Wizards  |
| Washington Wizards  | 108-72   | Cleveland Cavaliers |
| Washington Wizards  | 97-100   | Cleveland Cavaliers |
| Cleveland Cavaliers | 87-88    | Washington Wizards  |
| Washington Wizards  | 88-105   | Cleveland Cavaliers |

| E2 | Detroit Pistons | 4 | 2 | Philadelphia 76ers | E7 |
| -- | --------------- | - | - | ------------------ | -- |

| Equip Local        | Resultat | Equip Visitant     |
| Detroit Pistons    | 86-90    | Philadelphia 76ers |
| Detroit Pistons    | 105-88   | Philadelphia 76ers |
| Philadelphia 76ers | 95-75    | Detroit Pistons    |
| Philadelphia 76ers | 84-93    | Detroit Pistons    |
| Detroit Pistons    | 98-81    | Philadelphia 76ers |
| Philadelphia 76ers | 77-100   | Detroit Pistons    |

| E3 | Orlando Magic | 4 | 1 | Toronto Raptors | E6 |
| -- | ------------- | - | - | --------------- | -- |

| Equip Local     | Resultat | Equip Visitant  |
| Orlando Magic   | 114-100  | Toronto Raptors |
| Orlando Magic   | 104-103  | Toronto Raptors |
| Toronto Raptors | 108-94   | Orlando Magic   |
| Toronto Raptors | 94-106   | Orlando Magic   |
| Orlando Magic   | 102-92   | Toronto Raptors |

#### Conferència Oest
| O1 | Los Angeles Lakers | 4 | 0 | Denver Nuggets | O8 |
| -- | ------------------ | - | - | -------------- | -- |

| Equip Local        | Resultat | Equip Visitant     |
| Los Angeles Lakers | 128-114  | Denver Nuggets     |
| Los Angeles Lakers | 122-107  | Denver Nuggets     |
| Denver Nuggets     | 84-102   | Los Angeles Lakers |
| Denver Nuggets     | 101-107  | Los Angeles Lakers |

| O4 | Utah Jazz | 4 | 2 | Houston Rockets | O5 |
| -- | --------- | - | - | --------------- | -- |

| Equip Local     | Resultat | Equip Visitant  |
| Utah Jazz       | 93-82    | Houston Rockets |
| Utah Jazz       | 90-84    | Houston Rockets |
| Houston Rockets | 94-92    | Utah Jazz       |
| Houston Rockets | 82-86    | Utah Jazz       |
| Utah Jazz       | 69-95    | Houston Rockets |
| Houston Rockets | 91-113   | Utah Jazz       |

| O2 | New Orleans Hornets | 4 | 1 | Dallas Mavericks | O7 |
| -- | ------------------- | - | - | ---------------- | -- |

| Equip Local         | Resultat | Equip Visitant      |
| New Orleans Hornets | 104-92   | Dallas Mavericks    |
| New Orleans Hornets | 127-103  | Dallas Mavericks    |
| Dallas Mavericks    | 97-87    | New Orleans Hornets |
| Dallas Mavericks    | 84-97    | New Orleans Hornets |
| New Orleans Hornets | 99-94    | Dallas Mavericks    |

| O3 | San Antonio Spurs | 4 | 1 | Phoenix Suns | O6 |
| -- | ----------------- | - | - | ------------ | -- |

| Equip Local       | Resultat | Equip Visitant    |
| San Antonio Spurs | 117-115  | Phoenix Suns      |
| San Antonio Spurs | 102-96   | Phoenix Suns      |
| Phoenix Suns      | 99-115   | San Antonio Spurs |
| Phoenix Suns      | 104-85   | San Antonio Spurs |
| San Antonio Spurs | 92-87    | Phoenix Suns      |

### Semifinals de Conferència

#### Conferència Est
| E1 | Boston Celtics | 4 | 3 | Cleveland Cavaliers | E4 |
| -- | -------------- | - | - | ------------------- | -- |

| Equip Local         | Resultat | Equip Visitant      |
| Boston Celtics      | 76-72    | Cleveland Cavaliers |
| Boston Celtics      | 89-73    | Cleveland Cavaliers |
| Cleveland Cavaliers | 108-84   | Boston Celtics      |
| Cleveland Cavaliers | 88-77    | Boston Celtics      |
| Boston Celtics      | 96-89    | Cleveland Cavaliers |
| Cleveland Cavaliers | 74-69    | Boston Celtics      |
| Boston Celtics      | 97-92    | Cleveland Cavaliers |

| E2 | Detroit Pistons | 4 | 1 | Orlando Magic | E3 |
| -- | --------------- | - | - | ------------- | -- |

| Equip Local     | Resultat | Equip Visitant  |
| Detroit Pistons | 91-72    | Orlando Magic   |
| Detroit Pistons | 100-93   | Orlando Magic   |
| Orlando Magic   | 111-86   | Detroit Pistons |
| Orlando Magic   | 89-90    | Detroit Pistons |
| Detroit Pistons | 91-86    | Orlando Magic   |

#### Conferència Oest
| O1 | Los Angeles Lakers | 4 | 2 | Utah Jazz | O4 |
| -- | ------------------ | - | - | --------- | -- |

| Equip Local        | Resultat | Equip Visitant     |
| Los Angeles Lakers | 109-98   | Utah Jazz          |
| Los Angeles Lakers | 120-110  | Utah Jazz          |
| Utah Jazz          | 104-99   | Los Angeles Lakers |
| Utah Jazz          | 123-115  | Los Angeles Lakers |
| Los Angeles Lakers | 111-104  | Utah Jazz          |
| Utah Jazz          | 105-108  | Los Angeles Lakers |

| O2 | New Orleans Hornets | 3 | 4 | San Antonio Spurs | O3 |
| -- | ------------------- | - | - | ----------------- | -- |

| Equip Local         | Resultat | Equip Visitant      |
| New Orleans Hornets | 101-82   | San Antonio Spurs   |
| New Orleans Hornets | 102-84   | San Antonio Spurs   |
| San Antonio Spurs   | 110-99   | New Orleans Hornets |
| San Antonio Spurs   | 100-80   | New Orleans Hornets |
| New Orleans Hornets | 101-79   | San Antonio Spurs   |
| San Antonio Spurs   | 99-80    | New Orleans Hornets |
| New Orleans Hornets | 82-91    | San Antonio Spurs   |

### Finals de Conferència

#### Conferència Est
| E1 | Boston Celtics | 4 | 2 | Detroit Pistons | E2 |
| -- | -------------- | - | - | --------------- | -- |

| Equip Local     | Resultat | Equip Visitant  |
| Boston Celtics  | 88-79    | Detroit Pistons |
| Boston Celtics  | 97-103   | Detroit Pistons |
| Detroit Pistons | 80-94    | Boston Celtics  |
| Detroit Pistons | 94-75    | Boston Celtics  |
| Boston Celtics  | 106-102  | Detroit Pistons |
| Detroit Pistons | 81-89    | Boston Celtics  |

#### Conferència Oest
| O1 | Los Angeles Lakers | 4 | 1 | San Antonio Spurs | O3 |
| -- | ------------------ | - | - | ----------------- | -- |

| Equip Local        | Resultat | Equip Visitant     |
| Los Angeles Lakers | 89-85    | San Antonio Spurs  |
| Los Angeles Lakers | 101-71   | San Antonio Spurs  |
| San Antonio Spurs  | 103-84   | Los Angeles Lakers |
| San Antonio Spurs  | 91-93    | Los Angeles Lakers |
| Los Angeles Lakers | 100-92   | San Antonio Spurs  |

### Final NBA
| E1 | Boston Celtics | 4 | 2 | Los Angeles Lakers | O1 |
| -- | -------------- | - | - | ------------------ | -- |

| Equip Local        | Resultat | Equip Visitant     |
| Boston Celtics     | 98-88    | Los Angeles Lakers |
| Boston Celtics     | 108-102  | Los Angeles Lakers |
| Los Angeles Lakers | 87-81    | Boston Celtics     |
| Los Angeles Lakers | 91-97    | Boston Celtics     |
| Los Angeles Lakers | 103-98   | Boston Celtics     |
| Boston Celtics     | 131-92   | Los Angeles Lakers |

## Quadre Resum
|  | Primera Ronda | Primera Ronda      | Primera Ronda       |   |                     | Semifinals de Conferència | Semifinals de Conferència | Semifinals de Conferència |  |    | Finals de Conferència | Finals de Conferència | Finals de Conferència |  |    | Final NBA      | Final NBA | Final NBA |
|  |               |                    |                     |   |                     |                           |                           |                           |  |    |                       |                       |                       |  |    |                |           |           |
|  | E1            | Boston Celtics     | 4                   |   |                     |                           |                           |                           |  |    |                       |                       |                       |  |    |                |           |           |
|  | E8            | Atlanta Hawks      | 2                   |   |                     |                           |                           |                           |  |    |                       |                       |                       |  |    |                |           |           |
|  | E8            | Atlanta Hawks      | 2                   |   | E1                  | Boston Celtics            | 4                         |                           |  |    |                       |                       |                       |  |    |                |           |           |
|  |               |                    |                     |   | E1                  | Boston Celtics            | 4                         |                           |  |    |                       |                       |                       |  |    |                |           |           |
|  |               | E4                 | Cleveland Cavaliers | 3 |                     |                           |                           |                           |  |    |                       |                       |                       |  |    |                |           |           |
|  | E4            | E4                 | Cleveland Cavaliers | 3 | Cleveland Cavaliers | 4                         |                           |                           |  |    |                       |                       |                       |  |    |                |           |           |
|  | E4            |                    |                     |   | Cleveland Cavaliers | 4                         |                           |                           |  |    |                       |                       |                       |  |    |                |           |           |
|  | E5            | Washington Wizards | 2                   |   |                     |                           |                           |                           |  |    |                       |                       |                       |  |    |                |           |           |
|  | E5            | Washington Wizards | 2                   |   |                     |                           |                           |                           |  | E1 | Boston Celtics        | 4                     |                       |  |    |                |           |           |
|  |               |                    |                     |   |                     |                           |                           |                           |  | E1 | Boston Celtics        | 4                     |                       |  |    |                |           |           |
|  |               | E2                 | Detroit Pistons     | 2 |                     |                           |                           |                           |  |    |                       |                       |                       |  |    |                |           |           |
|  | E3            | E2                 | Detroit Pistons     | 2 | Orlando Magic       | 4                         |                           |                           |  |    |                       |                       |                       |  |    |                |           |           |
|  | E3            |                    |                     |   | Orlando Magic       | 4                         |                           |                           |  |    |                       |                       |                       |  |    |                |           |           |
|  | E4            | Toronto Raptors    | 1                   |   |                     |                           |                           |                           |  |    |                       |                       |                       |  |    |                |           |           |
|  | E4            | Toronto Raptors    | 1                   |   | E3                  | Orlando Magic             | 1                         |                           |  |    |                       |                       |                       |  |    |                |           |           |
|  |               |                    |                     |   | E3                  | Orlando Magic             | 1                         |                           |  |    |                       |                       |                       |  |    |                |           |           |
|  |               | E2                 | Detroit Pistons     | 4 |                     |                           |                           |                           |  |    |                       |                       |                       |  |    |                |           |           |
|  | E2            | E2                 | Detroit Pistons     | 4 | Detroit Pistons     | 4                         |                           |                           |  |    |                       |                       |                       |  |    |                |           |           |
|  | E2            |                    |                     |   | Detroit Pistons     | 4                         |                           |                           |  |    |                       |                       |                       |  |    |                |           |           |
|  | E7            | Philadelphia 76ers | 2                   |   |                     |                           |                           |                           |  |    |                       |                       |                       |  |    |                |           |           |
|  | E7            | Philadelphia 76ers | 2                   |   |                     |                           |                           |                           |  |    |                       |                       |                       |  | E1 | Boston Celtics | 4         |           |
|  |               |                    |                     |   |                     |                           |                           |                           |  |    |                       |                       |                       |  | E1 | Boston Celtics | 4         |           |
|  |               | O1                 | Los Angeles Lakers  | 2 |                     |                           |                           |                           |  |    |                       |                       |                       |  |    |                |           |           |
|  | O1            | O1                 | Los Angeles Lakers  | 2 | Los Angeles Lakers  | 4                         |                           |                           |  |    |                       |                       |                       |  |    |                |           |           |
|  | O1            |                    |                     |   | Los Angeles Lakers  | 4                         |                           |                           |  |    |                       |                       |                       |  |    |                |           |           |
|  | O8            | Denver Nuggets     | 0                   |   |                     |                           |                           |                           |  |    |                       |                       |                       |  |    |                |           |           |
|  | O8            | Denver Nuggets     | 0                   |   | O1                  | Los Angeles Lakers        | 4                         |                           |  |    |                       |                       |                       |  |    |                |           |           |
|  |               |                    |                     |   | O1                  | Los Angeles Lakers        | 4                         |                           |  |    |                       |                       |                       |  |    |                |           |           |
|  |               | O4                 | Utah Jazz           | 2 |                     |                           |                           |                           |  |    |                       |                       |                       |  |    |                |           |           |
|  | O4            | O4                 | Utah Jazz           | 2 | Utah Jazz           | 3                         |                           |                           |  |    |                       |                       |                       |  |    |                |           |           |
|  | O4            |                    |                     |   | Utah Jazz           | 3                         |                           |                           |  |    |                       |                       |                       |  |    |                |           |           |
|  | O5            | Houston Rockets    | 2                   |   |                     |                           |                           |                           |  |    |                       |                       |                       |  |    |                |           |           |
|  | O5            | Houston Rockets    | 2                   |   |                     |                           |                           |                           |  | O1 | Los Angeles Lakers    | 4                     |                       |  |    |                |           |           |
|  |               |                    |                     |   |                     |                           |                           |                           |  | O1 | Los Angeles Lakers    | 4                     |                       |  |    |                |           |           |
|  |               | O3                 | San Antonio Spurs   | 1 |                     |                           |                           |                           |  |    |                       |                       |                       |  |    |                |           |           |
|  | O3            | O3                 | San Antonio Spurs   | 1 | San Antonio Spurs   | 4                         |                           |                           |  |    |                       |                       |                       |  |    |                |           |           |
|  | O3            |                    |                     |   | San Antonio Spurs   | 4                         |                           |                           |  |    |                       |                       |                       |  |    |                |           |           |
|  | O6            | Phoenix Suns       | 1                   |   |                     |                           |                           |                           |  |    |                       |                       |                       |  |    |                |           |           |
|  | O6            | Phoenix Suns       | 1                   |   | O3                  | San Antonio Spurs         | 4                         |                           |  |    |                       |                       |                       |  |    |                |           |           |
|  |               |                    |                     |   | O3                  | San Antonio Spurs         | 4                         |                           |  |    |                       |                       |                       |  |    |                |           |           |
|  |               | O2                 | New Orleans Hornets | 3 |                     |                           |                           |                           |  |    |                       |                       |                       |  |    |                |           |           |
|  | O2            | O2                 | New Orleans Hornets | 3 | New Orleans Hornets | 4                         |                           |                           |  |    |                       |                       |                       |  |    |                |           |           |
|  | O2            |                    |                     |   | New Orleans Hornets | 4                         |                           |                           |  |    |                       |                       |                       |  |    |                |           |           |
|  | O7            | Dallas Mavericks   | 1                   |   |                     |                           |                           |                           |  |    |                       |                       |                       |  |    |                |           |           |